# Novara Calcio 1995-1996
Questa voce raccoglie le informazioni riguardanti il Novara Calcio nelle competizioni ufficiali della stagione 1995-1996.

## Stagione
Nella stagione 1995-1996 il Novara disputa il quindicesimo campionato di Serie C2 della sua storia, si tratta del girone A della Serie C2, giungendo primo al termine del torneo con 67 punti, ed ottenendo la promozione diretta in Serie C1. La squadra azzurra per questa stagione è allenata da Paolo Ferrario. Al termine del girone di andata era seconda con 31 punti, a 4 lunghezze dalla capolista Lumezzane, nel girone di ritorno, dopo tre giornate Pierluigi Frosio ha preso il posto di Paolo Ferrario, il cambio si è dimostrato oculato, perché gli azzurri hanno fatto meglio di tutti, raccogliendo 36 punti, davanti un punticino ai valgobbini del Lumezzane, che poi hanno perso anche i playoff contro l'Alzano, ai calci di rigore. Pur avendo vinto il campionato il Novara non ha avuto un cannoniere in doppia cifra, ma in 15 calciatori sono andati in goal con almeno una rete. Nella Coppa Italia discreto il percorso del Novara, che nel primo turno ha eliminato il Pavia, nel secondo turno il Saronno, nel terzo turno l'Alessandria, poi negli Ottavi di Finale è stato estromesso dal Gualdo.

## Divise e sponsor
Il fornitore ufficiale di materiale tecnico per la stagione 1995-1996 fu Garman, mentre lo sponsor di maglia fu Frattini Rubinetterie.
| 1ª divisa | 2ª divisa |

## Organigramma societario
Area direttiva
- Presidente: Giampiero Armani
- Amministratore delegato: Walter Stipari
- Team Manager: Francesco Gozio, poi dal 18 dicembre 1995 Camillo Cedrati
- Direttore sportivo: Cesare Morselli (fino al 16 gennaio 1996)
- Segretaria: Leonarda Matacera

Area tecnica
- Allenatore: Paolo Ferrario (fino al 16 gennaio), poi Mario Perego (ad interim, fino al 23 gennaio), infine Pierluigi Frosio
- Allenatore in 2ª e preparatore dei portieri: Pietro Villa

Area sanitaria
- Medico sociale: Carlo Airoldi

## Rosa
| N. |                   | Ruolo | Calciatore           |
| -- | ----------------- | ----- | -------------------- |
|    | Italia (bandiera) | P     | Cristian Bini        |
|    | Italia (bandiera) | P     | Maurizio Rollandi    |
|    | Italia (bandiera) | D     | Giuseppe Casabianca  |
|    | Italia (bandiera) | D     | Pier Mario Granzotto |
|    | Italia (bandiera) | D     | Giuseppe Padula      |
|    | Italia (bandiera) | D     | Gianluca Panisson    |
|    | Italia (bandiera) | D     | Marco Pedretti       |
|    | Italia (bandiera) | D     | Andrea Turato        |
|    | Italia (bandiera) | D     | Simone Venturi       |
|    | Italia (bandiera) | C     | Michele Biagianti    |
|    | Italia (bandiera) | C     | Roberto Cau          |

| N. |                   | Ruolo | Calciatore          |
| -- | ----------------- | ----- | ------------------- |
|    | Italia (bandiera) | C     | Augusto Di Muri     |
|    | Italia (bandiera) | C     | Paolo Francone      |
|    | Italia (bandiera) | C     | Giorgio Papais      |
|    | Italia (bandiera) | C     | Massimo Pellegrini  |
|    | Italia (bandiera) | C     | Nathan Schiavon     |
|    | Italia (bandiera) | C     | Paolo Scotti        |
|    | Italia (bandiera) | A     | Massimo Borgobello  |
|    | Italia (bandiera) | A     | Gianluca Coti       |
|    | Italia (bandiera) | A     | Christian Guatteo   |
|    | Italia (bandiera) | A     | Simone Inzaghi (II) |

## Risultati

### Serie C2

#### Girone d'andata
| Novara 3 settembre 1995 1ª giornata | Novara          | 0 – 0 | Solbiatese | Stadio Comunale\| Arbitro: \| Maselli (Lucca) \| |
| Arbitro:                            | Maselli (Lucca) |       |            |                                                  |

| Arbitro: | Mariani (Perugia) |

|  |           |                                    |
|  | Marcatori | 31’ (aut.) Vinzioli 33’ S. Inzaghi |

| Arbitro: | Ciulli (Roma) |

|                           |           |             |
| S. Inzaghi 18’ Scotti 86’ | Marcatori | 60’ Serioli |

| Arbitro: | Manari (Teramo) |

|         |           |                               |
| Elia 7’ | Marcatori | 18’, 58’ Pedretti 88’ Guatteo |

| Arbitro: | Tripaldi (Potenza) |

|  |           |                 |
|  | Marcatori | 73’ (rig.) Coti |

| Arbitro: | Cicoianni (Ascoli Piceno) |

|              |           |            |
| Schiavon 38’ | Marcatori | 26’ Faggin |

| Arbitro: | Longo (Paola) |

|                                |           |                                                            |
| Taldo 15’ Criscuoli 20’ (rig.) | Marcatori | 9’ M. Pellegrini 61’ S. Inzaghi 74’ Granzotto 90’ Schiavon |

| Novara 22 ottobre 1995 8ª giornata | Novara            | 0 – 0 | Lumezzane | Stadio Comunale\| Arbitro: \| Ferrarini (Parma) \| |
| Arbitro:                           | Ferrarini (Parma) |       |           |                                                    |

| Arbitro: | Biasutto (Vicenza) |

|               |           |            |
| Granzotto 20’ | Marcatori | 41’ Chessa |

| Vercelli 5 novembre 1995 10ª giornata | Pro Vercelli      | 0 – 0 | Novara | Stadio Leonida Robbiano\| Arbitro: \| Pirrone (Messina) \| |
| Arbitro:                              | Pirrone (Messina) |       |        |                                                            |

| Arbitro: | Innocente (Udine) |

|            |           |  |
| Turato 71’ | Marcatori |  |

| Arbitro: | Baglioni (Prato) |

|              |           |  |
| Garofalo 52’ | Marcatori |  |

| Arbitro: | D'Agostini (Frosinone) |

|                |           |  |
| Borgobello 83’ | Marcatori |  |

| Legnano 10 dicembre 1995 14ª giornata | Legnano               | 0 – 0 | Novara | Stadio Giovanni Mari\| Arbitro: \| Linfatici (Viareggio) \| |
| Arbitro:                              | Linfatici (Viareggio) |       |        |                                                             |

| Arbitro: | Borelli (Roma) |

|                         |           |             |
| S. Inzaghi 10’ Coti 15’ | Marcatori | 54’ Raineri |

| Arbitro: | Rigolon (Trento) |

|               |           |  |
| G. Ferrari 2’ | Marcatori |  |

| Novara 7 gennaio 1996 17ª giornata | Novara              | 0 – 0 | Pro Patria | Stadio Comunale\| Arbitro: \| Mandolito (Cosenza) \| |
| Arbitro:                           | Mandolito (Cosenza) |       |            |                                                      |

#### Girone di ritorno
| Arbitro: | Strocchia (Nola) |

|                            |           |                         |
| L. Gritti 11’ Cagliani 60’ | Marcatori | 41’ Di Muri 88’ Venturi |

| Arbitro: | Dondarini (Finale Emilia) |

|                           |           |             |
| Borgobello 8’, 90’ (rig.) | Marcatori | 70’ Belotti |

| Arbitro: | Rotondi (Piombino) |

|                   |           |                |
| Bellotto 61’, 90’ | Marcatori | 44’ Borgobello |

| Novara 4 febbraio 1996 21ª giornata | Novara          | 0 – 0 | Lecco | Stadio Comunale\| Arbitro: \| Bianchi (Prato) \| |
| Arbitro:                            | Bianchi (Prato) |       |       |                                                  |

| Arbitro: | Rossi (Ciampino) |

|                                 |           |  |
| Casabianca 32’ Guatteo 57’, 77’ | Marcatori |  |

| Arbitro: | Silvestrini (Macerata) |

|                                     |           |                                            |
| Tamagnini 53’ (rig.) F. Cossato 67’ | Marcatori | 35’ Borgobello 49’ Guatteo 65’ (rig.) Coti |

| Arbitro: | Cavuoti (Vasto) |

|         |           |               |
| Cau 71’ | Marcatori | 51’ Blaseotto |

| Lumezzane 10 marzo 1996 25ª giornata | Lumezzane           | 0 – 0 | Novara | Nuovo Stadio Comunale\| Arbitro: \| Strazzera (Trapani) \| |
| Arbitro:                             | Strazzera (Trapani) |       |        |                                                            |

| Arbitro: | Sirotti (Forlì) |

|  |           |                |
|  | Marcatori | 70’ Borgobello |

| Arbitro: | Bazzi (Modena) |

|                          |           |  |
| Guatteo 33’ Schiavon 72’ | Marcatori |  |

| Arbitro: | Gabriele (Frosinone) |

|  |           |                      |
|  | Marcatori | 54’ Coti 90’ Guatteo |

| Arbitro: | Cicoianni (Ascoli Piceno) |

|             |           |  |
| Guatteo 48’ | Marcatori |  |

| Arbitro: | Apricena (Firenze) |

|            |           |                |
| Molino 18’ | Marcatori | 57’ Borgobello |

| Arbitro: | Zaltron (Bassano del Grappa) |

|                |           |  |
| Borgobello 34’ | Marcatori |  |

| Arbitro: | Longo (Paola) |

|  |           |         |
|  | Marcatori | 8’ Coti |

| Arbitro: | Acronzio (Teramo) |

|                  |           |  |
| M. Pellegini 62’ | Marcatori |  |

| Busto Arsizio 19 maggio 1996 34ª giornata | Pro Patria       | 0 – 0 | Novara | Stadio Carlo Speroni\| Arbitro: \| Pizzini (Verona) \| |
| Arbitro:                                  | Pizzini (Verona) |       |        |                                                        |

### Coppa Italia di Serie C

#### Primo turno
| Arbitro: | Linfatici (Viareggio) |

|                         |           |  |
| Coti 58’ Borgobello 63’ | Marcatori |  |

| Arbitro: | Bianco (Venezia) |

|              |           |                                                     |
| Barbieri 50’ | Marcatori | 41’ Coti 49’ Schiavon 59’ Borgobello 66’ S. Inzaghi |

#### Secondo turno
| Arbitro: | Lion (Padova) |

|            |           |           |
| Turato 16’ | Marcatori | 85’ Pozzi |

| Arbitro: | Alban (Bassano del Grappa) |

|                                          |                      |                                            |
| Guatteo 83’                              | Marcatori            | 27’ K. Bogdanov                            |
| Coti S. Inzaghi Biagianti Papais Guatteo | Tiri di rigore 5 – 4 | Occhioni Lugnan P. Cattaneo Ottolina Ricci |

#### Terzo turno
| Arbitro: | Soffritti (Ferrara) |

|            |           |                |
| Scotti 90’ | Marcatori | 56’ M. Venturi |

| Arbitro: | Capozzi (Vicenza) |

|  |           |                        |
|  | Marcatori | 75’ Cau 90’ Borgobello |

#### Ottavi di finale
| Arbitro: | Bertini (Arezzo) |

|                                |           |  |
| Cecchi 47’ (rig.) A. Serra 75’ | Marcatori |  |

| Arbitro: | Castellani (Verona) |

|  |           |                              |
|  | Marcatori | 45’ Costantini 65’ Tomassini |

## Statistiche

### Statistiche di squadra
| Competizione         | Punti | In casa | In casa | In casa | In casa | In casa | In casa | In trasferta | In trasferta | In trasferta | In trasferta | In trasferta | In trasferta | Totale | Totale | Totale | Totale | Totale | Totale | DR  |
| Competizione         | Punti | G       | V       | N       | P       | Gf      | Gs      | G            | V            | N            | P            | Gf           | Gs           | G      | V      | N      | P      | Gf     | Gs     | DR  |
| -------------------- | ----- | ------- | ------- | ------- | ------- | ------- | ------- | ------------ | ------------ | ------------ | ------------ | ------------ | ------------ | ------ | ------ | ------ | ------ | ------ | ------ | --- |
| Serie C2             | 67    | 17      | 10      | 7       | 0       | 19      | 6       | 17           | 8            | 6            | 3            | 21           | 12           | 34     | 18     | 13     | 3      | 40     | 18     | +22 |
| Coppa Italia Serie C | -     | 4       | 1       | 2       | 1       | 4       | 4       | 4            | 2            | 1            | 1            | 7            | 4            | 8      | 3      | 3      | 2      | 11     | 8      | +3  |
| Totale               | -     | 21      | 11      | 9       | 1       | 23      | 10      | 21           | 10           | 7            | 4            | 28           | 16           | 42     | 21     | 16     | 5      | 51     | 26     | +25 |

### Statistiche dei giocatori[1][5]
| Giocatore       | Serie C2 | Serie C2 | Coppa Italia Serie C | Coppa Italia Serie C | Totale   | Totale |
| Giocatore       | Presenze | Reti     | Presenze             | Reti                 | Presenze | Reti   |
| --------------- | -------- | -------- | -------------------- | -------------------- | -------- | ------ |
| M. Biagianti    | 30       | 0        | 5                    | 0                    | 35       | 0      |
| C. Bini         | 31       | -17      | 6                    | -7                   | 37       | -24    |
| M. Borgobello   | 27       | 8        | 5                    | 3                    | 32       | 11     |
| G. Casabianca   | 30       | 1        | 7                    | 0                    | 37       | 1      |
| R. Cau          | 14       | 1        | 3                    | 1                    | 17       | 2      |
| G. Coti         | 33       | 5        | 8                    | 2                    | 41       | 7      |
| A. Di Muri      | 32       | 1        | 8                    | 0                    | 40       | 1      |
| P. Francone     | -        | -        | 1                    | 0                    | 1        | 0      |
| P.M. Granzotto  | 8        | 2        | 3                    | 0                    | 11       | 2      |
| C. Guatteo      | 32       | 7        | 7                    | 1                    | 39       | 8      |
| S. Inzaghi (II) | 23       | 4        | 7                    | 1                    | 30       | 5      |
| G. Padula       | 4        | 0        | 2                    | 0                    | 6        | 0      |
| G. Panisson     | 15       | 0        | 2                    | 0                    | 17       | 0      |
| G. Papais       | 22       | 0        | 6                    | 0                    | 28       | 0      |
| M. Pedretti     | 22       | 2        | 7                    | 0                    | 29       | 2      |
| M. Pellegrini   | 23       | 2        | 2                    | 0                    | 25       | 2      |
| M. Rollandi     | 3        | -1       | 2                    | -1                   | 5        | -2     |
| N. Schiavon     | 33       | 3        | 8                    | 1                    | 41       | 4      |
| P. Scotti       | 32       | 1        | 8                    | 1                    | 40       | 2      |
| A. Turato       | 26       | 1        | 4                    | 1                    | 30       | 2      |
| S. Venturi      | 30       | 1        | 7                    | 0                    | 37       | 1      |